# ファラゴ・ガボル
ファラゴ・ガーボル（Faragho Gábor；1890年 - 1953年）は、ハンガリーの軍人。大将。
第一次世界大戦に従軍し、戦後、ハンガリー軍に入隊。1940年、駐モスクワ駐在武官に任命され、モスクワで交友を広め、ヨシフ・スターリンとも個人的に知り合った。
ハンガリーの対ソ参戦後、1941年6月26日にモスクワを離れる。ハンガリー軍では、ロシア問題の専門家と考えられていた。1942年～1944年、国家憲兵総監。1944年、短期間、食糧補給相を務める。
1944年9月末、ホルティ・ミクローシュが派遣したハンガリーの戦線離脱の交渉のため特別代表団に加わり、モスクワを訪れた。同年9月25日、ファラゴは、ホルティの親書をスターリンに手渡した。10月11日、代表団は、対独参戦を義務付ける和平条件を受け入れた。
終戦後、ハンガリーで静かに暮らし、迫害は受けなかった。